# Pecore tosate (Filippini)
Ritorno al pascolo noto anche come Tramonto o Pecore tosate, è un dipinto a olio su tela (130 x 80 cm) realizzato nel 1885 dal pittore italiano Francesco Filippini, nella collezione permanente della Galleria d'arte moderna Ricci Oddi.

## Descrizione
Il paesaggio in controluce è animato da un gregge con pastori al centro. La particolare pennellata del cielo con nuvole corrusche è una delle grandi eccellenze di Filippini e tipica dell'Impressionismo.

## Storia
Il dipinto inizialmente con il titolo "Tramonto" risulta venduto al Museo Ricci Oddi di Piacenza da un collezionista nel 1897 per 380 Lire